# (100019) Gregorianik
(100019) Gregorianik, mot allemand pour chant grégorien,  est un astéroïde de la ceinture principale.

## Description
(100019) Gregorianik est un astéroïde de la ceinture principale. Il fut découvert le 23 octobre 1989 à Tautenburg par Freimut Börngen. Il présente une orbite caractérisée par un demi-grand axe de 2,53 UA, une excentricité de 0,24 et une inclinaison de 2,9° par rapport à l'écliptique.
Il a été nommé Gregorianik en hommage au chant grégorien.

## Compléments